# Instituto de pesquisa
Um  instituto de pesquisa (português brasileiro) ou investigação (português europeu) é um estabelecimento dotado para fazer pesquisas. Institutos de pesquisa podem se especializar em pesquisa básica ou podem ser orientados para a investigação aplicada. Embora o termo implica muitas vezes a pesquisa das Ciências Naturais, há também muitos institutos de investigação em Ciências Sociais, bem como, especialmente para fins de investigações sociológicas e históricas.

## Institutos de pesquisa famosos
No período medieval, vários observatórios astronômicos foram construídos no mundo islâmico. O primeiro deles foi o observatório Baghdad, construído no século IX durante a época do califa Abbasid caliph al-Ma'mun, embora os mais famosos foram o observatório Maragheh do século XIII, e o observatório Ulugh Beg do século XV.
O mais antigo instituto de pesquisa na Europa foi o complexo Uraniburgo de Tycho Brahe, na ilha de Hven, um laboratório astronômico do século XVI configurado para fazer medições de alta precisão das estrelas. Nos Estados Unidos existe um número notável de institutos de pesquisa, incluindo os laboratórios da Bell Labs, The Scripps Research Institute, Instituto Beckman, e o SRI International. A Hughes Aircraft utiliza uma estrutura do instituto de pesquisa para o seu modelo organizacional.
Thomas Edison, apelidado de "O Mágico de Menlo Park", foi um dos primeiros inventores a aplicar os princípios da produção em massa e trabalho em equipe em grande escala para o processo de invenção no final de 1800, e por causa disso, ele é muitas vezes creditado como o criador do primeiro laboratório de pesquisa industrial.

## Institutos de pesquisa no início da Europa moderna
Do auge da revolução científica veio a academia científica do século XVII. Na França Luís XIV fundou a Académie des Sciences em 1666 na qual  surgiram depois assembleias acadêmicas privadas que tinham sido criadas anteriormente no século XVII, para fomentar a investigação. Em Londres, a Royal Society foi fundada.
No início do século XVIII Pedro, o Grande estabeleceu um instituto educacional para a pesquisa a ser construído em sua capital imperial recém-criada: São Petersburgo. Seu plano combinou provisões para instrução linguística, filosófica e científica com uma academia separada na qual os formandos poderiam prosseguir com a investigação científica. Foi a primeira instituição do gênero na Europa, de realizar pesquisas científicas dentro da estrutura de uma universidade. A academia de São Petersburgo foi estabelecida por decreto em 28 de janeiro 1724.

## A investigação científica no século XX na América
Os institutos de pesquisa vieram a surgir no início do século XX. Em 1900, pelo menos na Europa e nos Estados Unidos, a profissão científica só tinha evoluído ao ponto de incluir as implicações teóricas da ciência e não a sua aplicação. Os cientistas de pesquisa ainda tiveram de estabelecer uma liderança em perícia. Fora dos círculos científicos, foi geralmente assumido que uma pessoa em uma ocupação relacionada com as ciências realizava um trabalho que era necessariamente "científico" e que a habilidade do cientista não esperava qualquer mérito além da habilidade de um trabalhador. Uma posição filosófica sobre a ciência não foi pensada por todos os pesquisadores, de ser intelectualmente superior aos métodos aplicados. No entanto, qualquer pesquisa sobre a aplicação científica foi limitada em comparação. Uma definição livre atribuída a todos os fenômenos que ocorrem naturalmente para "ciência". O crescimento do estudo científico estimula o desejo de revigorar a disciplina científica pela investigação robusta; a fim de extrair a "ciência pura" a partir de tal categorização ampla.

### 1900-1939
Isso começou com pesquisa realizada autonomamente longe da utilidade pública e supervisão governamental. Enclaves para investigações industriais tornaram-se estabelecidas. Estes incluíram o Instituto Rockefeller, Carnegie Institution of Washington e também o Instituto de Estudos Avançados de Princeton. A pesquisa avançou em ambos: na teoria e na aplicação. Estes foram ajudados por substanciais doações privadas.

### 1940
A expansão das universidades nas faculdades de pesquisa introduziram estes desenvolvimentos como uma educação massiva produzindo comunidades científicas massivas. Uma crescente consciência pública da pesquisa científica trouxe a percepção do público à tona na condução de desenvolvimentos específicos de investigação. Após a Segunda Guerra Mundial e da bomba atômica tópicos de investigação específicos foram seguidos: a poluição ambiental e defesa nacional.